# 螺旋桨驱动火车
螺旋桨驱动火车是拉脱维亚裔苏俄工程师瓦莱里安·阿巴科夫斯基发明的一种装载航空发动机和螺旋桨的实验性高速轨道车。该车最高速度为每小时140千米。这种交通工具原本是为快速运送重要文件以及运载苏维埃官员们出差而设计的。
1921年7月24日，以费奥多尔·谢尔盖耶夫为首的一群代表团成员乘螺旋桨驱动火车去参加赤色职工国际第一届代表大会，他们从莫斯科出发，先抵达圖拉，代表们会见了当地煤矿的矿工，还参观了一座军工厂。随行人员中也有火车设计者阿巴科夫斯基。虽然安全抵达了图拉，但在返回莫斯科的路上，高速行驶的火车在謝爾普霍夫附近脱轨，车上22人中有6人当场死亡，还有一位乘客（保罗·弗里曼）后来因伤势过重而死。
官方调查得出结论，发生脱轨事故的原因是铁轨缺乏保养，状态不佳。阿尔乔姆·谢尔盖耶夫则宣称事故是列夫·托洛茨基蓄意破坏所导致的。
后来7人的尸体均在工会大厦供人瞻仰，致敬，告别，之后都被葬入克里姆林宮紅場墓園。谢尔盖耶夫被葬入第12号集体坟墓，康斯坦丁诺夫、阿巴科夫斯基以及弗里曼被葬入第13号集体坟墓，施特鲁帕特、赫尔布里希以及休利特则被葬入第14号集体坟墓。